# Forno di Zoldo
Forno di Zoldo är en ort och frazione i kommunen Val di Zoldo i provinsen Belluno i regionen Veneto i Italien.
Forno di Zoldo upphörde som kommun den 23 februari 2016 och bildade med den tidigare kommunen Zoldo Alto den nya kommunen Val di Zoldo. Kommunen hade 2 330 invånare (2015).